# Dálkově ovládané zabezpečovací zařízení

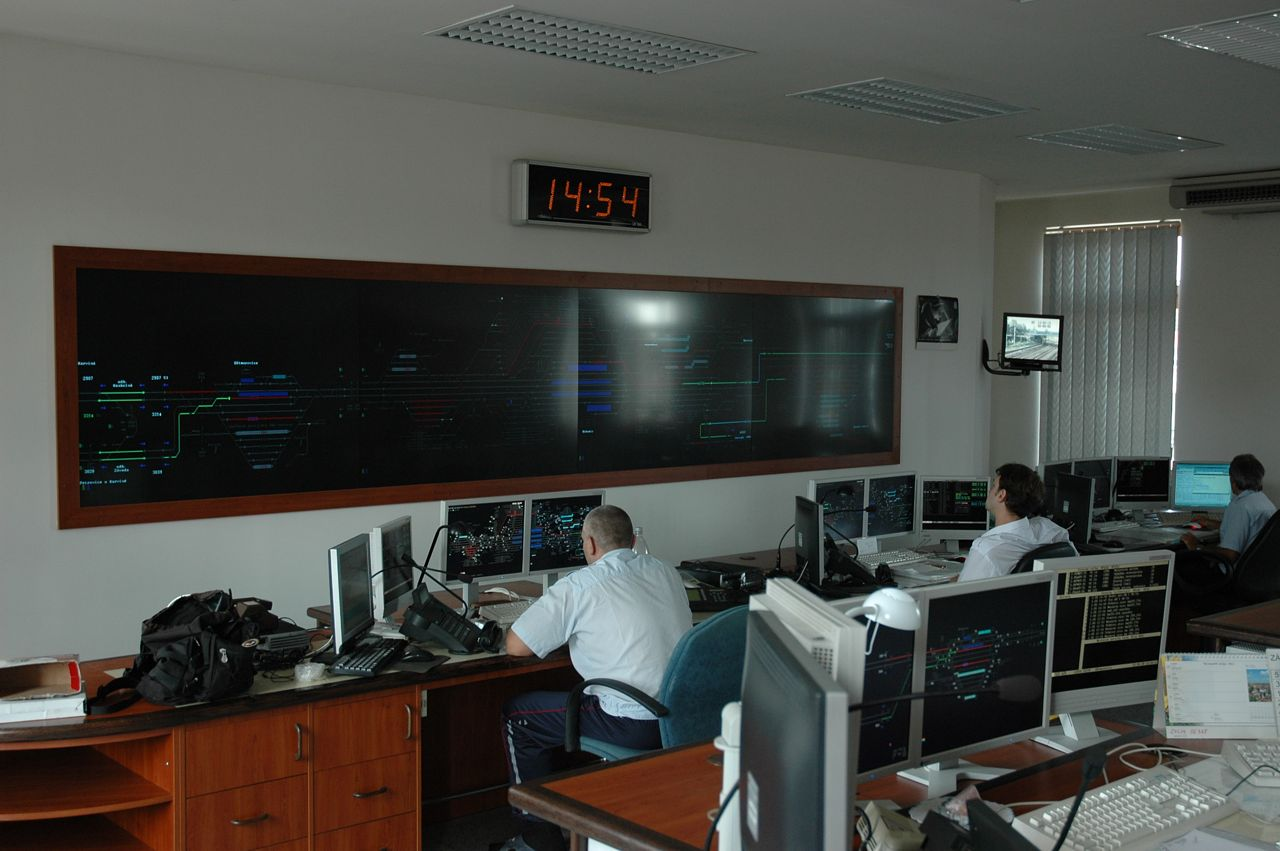
Dispečerské pracoviště v Bohumíně, odkud jsou kromě samotného uzlu Bohumín dálkově ovládány odbočky Závada a Koukolná a stanice Dětmarovice

Dálkově ovládané zabezpečovací zařízení (zpravidla se používá zkratka DOZ) je řídicí systém, kterým se dálkově ovládá zabezpečovací zařízení v několika železničních stanicích současně. Tyto stanice zpravidla leží na jedné trati, nebo jsou součástí jednoho železničního uzlu. Zvláštním typem dálkového ovládání je ovládání staničního zabezpečovacího zařízené jedné stanice ze sousední stanice, toto však zpravidla nebývá označováno za DOZ.
Principiálně lze do DOZ zapojit takové stanice, které jsou vybaveny staničním zabezpečovacím zařízením 3. kategorie, ze zařízení této kategorie jsou však pro zapojení do DOZ vhodnější elektronická stavědla.

## Výhody a nevýhody DOZ
+ Úspora pracovních sil, kdy jeden dispečer DOZ dokáže nahradit několik výpravčích a signalistů.
+ Dispečer DOZ má výrazně lepší přehled o provozní situaci na řízené trati než je tomu u výpravčích ovládajících izolované stanice. Dispečer DOZ tak dokáže s větším předstihem odhalit možné kolizní situace a přizpůsobit tomu řízení provozu.
- Hlavní nevýhodou DOZ je výrazně nižší počet provozních zaměstnanců přímo ve stanicích, což může přinášet problémy při poruchách samotného DOZ, staničního a traťového zabezpečovacího zařízení i dalších zařízení nesouvisejících přímo s řízením provozu. Z tohoto důvodu musí být u DOZ kladen velký důraz na minimalizaci počtu poruch a zároveň musí být přijata taková opatření, aby v případě, že už k takovým poruchám dojde, byl jejich vliv na plynulost provozu minimalizován.

## Historie DOZ v Česku
První tratí na území dnešního Česka ovládanou DOZ se 6. července 1967 v 11:15 stala trať Plzeň – Cheb. Jedná se o dálkové ovládání typu ČDC-M ze Sovětského svazu. Ovládací pracoviště je umístěno v Plzni v budově v Purkyňově ulici. Na tomto pracovišti je světelná deska se schématem celé trati a dvěma ovládacími stanovišti, odkud probíhá stavění jízdních cest pomocí cestové volby. Všechny stanice na trati je možné ovládat také místně z ovládacích stolů náhradní obsluhy, umístěných v každé stanici. Bez větších změn tento systém funguje dodnes (bohužel už jenom na traťovém úseku Svojšín – Ošelín – Pavlovice, ostatní traťové úseky jsou již osazeny novým zabezpečovacím zařízením typu ESA 11 s JOP), v souvislosti s modernizací trati Plzeň – Cheb, bude během modernizace současné dálkové ovládání ČDC-M sneseno a nahrazeno elektronickým stavědlem ESA 11 s JOP. Všechny stanice na trati budou postupně při rekonstrukci do tohoto elektronického stavědla zapojovány, současně modernizací projde i současné ovládací pracoviště DOZ v Plzni, kde bude také namontována nová technologie (ESA 11 s JOP), po dokončení rekonstrukce celého úseku z Plzně do Chebu, v květnu 2011,budou opět všechny stanice na trati řízeny (ovládány) dispečerem z Jednotného obslužného pracoviště v Plzni. Bohužel montáž nového zabezpečovacího zařízení ESA 11 s JOP sebou přináší i zrušení veškerého personálu v jednotlivých stanicích. Po dokončení optimalizace, která byla ukončena v květnu 2011 jsou již všechny stanice dálkově obsluhovány dispečerem DOZ Plzeň, a všechny stanice (kromě stanic Pňovany, Planá u Mar. Lázní, a Mariánské Lázně) zůstaly již bez místní obsluhy, než jak tomu bylo doposud, protože ruské zařízení ČDC-M, neumožňovalo vlakovému dispečerovi v Plzni nouzově obsluhovat přejezdy, na vjezdových a odjezdových návěstidlech obsluhovat přivolávací návěst a dále neumožňovalo dispečerovi dálkově řídit posun v jednotlivých stanicích – vždy při posunu se muselo převzít pomocné stavědlo na místní obsluhu, teprve potom mohl být zahájen posun. Současné zařízení ESA 11 s JOP již umožní dispečerovi plnou obsluhu stanice se vším všudy. Proto již ve stanicích není potřeba zaměstnávat pohotovostí výpravčí a výhybkáře. Pouze v Žst. Pňovany, Planá u Mar.Lázní a Mariánských Lázní bude i na dále nepřetržitě sloužit pohotovostní výpravčí (jako záloha pro případ mimořádné události).
Později byly vybudovány podobné, ovšem modernější, systémy na těchto tratích:
- Kolín (mimo)  – Praha-Libeň – Praha-Holešovice – Praha Masarykovo nádraží – Kralupy nad Vltavou (mimo); dálkově řízeno z CDP Praha
- Studénka (mimo) – Štramberk (mimo); ovládací pracoviště Kopřivnice nákladní nádraží
- Přelouč (mimo) – Prachovice; ovládací pracoviště Heřmanův Městec
- Přerov (mimo) – Břeclav (mimo) ; dálkově řízeno z CDP Přerov
- Přerov (mimo) – Ostrava Svinov (mimo); dálkově řízeno z CDP Přerov
- Zdice (mimo) – Písek (mimo); ovládací pracoviště Březnice
- Plzeň hl. n. (mimo) – Žatec západ (mimo); ovládací pracoviště Blatno u Jesenice
- Přerov (mimo) – Česká Třebová (mimo); dálkově řízeno z CDP Přerov
- Česká Třebová (mimo) – Kolín; dálkově řízeno z CDP Praha
- Zdice – Cheb; dálkově řízeno z CDP Praha
- České Budějovice – Říčany; dálkově řízeno z CDP Praha
- Praha-Uhříněves - Lysá nad Labem (mimo); dálkově řízeno z CDP Praha
- Praha-Smíchov - Beroun; dálkově řízeno z CDP Praha
- Lanžhot - Modřice; dálkově řízeno z CDP Přerov
- Vlárský Průsmyk / Luhačovice - Veselí nad Moravou; dálkově řízeno z CDP Přerov
- Petrovice u Karviné - Ostrava-Svinov; dálkově řízeno z CDP Přerov
- Mosty u Jablunkova - Karviná hl. n.; dálkově řízeno z CDP Přerov

Na pracovišti DOZ Praha-Holešovice bylo původní ovládání číslicovou volbou v roce 1994 nahrazeno ovládáním s využitím počítače (tehdy se jednalo o řídící počítač PC 80486/66 MHz), kdy reliéf kolejiště byl zobrazen na monitoru počítače a stavění jízdních cest probíhalo prostřednictvím myši.

## Moderní DOZ v Česku
Současná DOZ se vnějškově vyznačují především tím, že je ovládají dispečeři pomocí rozhraní, která na tratích Správy železnic splňují tzv. základní technické podmínky pro Jednotné obslužné pracoviště (JOP). Pomocí rozhraní JOP jsou ovládána jednotlivá, zpravidla elektronická, případně hybridní, stavědla v jednotlivých dopravnách.
Zárodkem těchto moderních řídících pracovišť bylo pracoviště DOZ Praha-Holešovice (viz výše), odkud však byla dálkově ovládána ještě reléová stavědla. Masivní rozšíření elektronických stavědel přinesla až výstavba tzv. 1. koridoru, kde však nebylo přijato rozhodnutí o řízení jednotlivých stanic prostřednictvím DOZ.
O uplatnění DOZ bylo rozhodnuto až při stavbě 2. koridoru Břeclav – Petrovice u Karviné, ale byl zvolen takový způsob řízení, kdy je z jednoho řídícího centra řízeno vždy jen několik nepříliš vzdálených stanic (tj. řízená stanice + jedna až tři další). Vůbec prvním úsekem na 2. koridoru řízeným pomocí DOZ se stal úsek Moravský Písek – Hodonín (mimo). V tomto úseku byly z řídící stanice Moravský Písek dálkově ovládány stanice Bzenec přívoz a Rohatec. Postupně byla takováto ostrovní DOZ zřízena v podstatě na celém 2. koridoru. V roce 2006 pak proběhlo postupné přepnutí celého 100 km dlouhého úseku Břeclav (mimo) – Přerov (mimo) na dálkové řízení z řídícího centra DOZ Přerov. V roce 2010 pak došlo k výstavbě druhého sálu, ze kterého je řízen severní úsek 2.koridoru Přerov (mimo) – Ostrava Svinov.
Dalším ucelenou tratí, kde je v činnosti moderní DOZ je trať České Budějovice – Horní Dvořiště (57 km).
Vedle hlavních tratí se DOZ postupně prosazuje i na méně důležitých celostátních tratích i na tratích regionálních. Systém Remote 98 vyvinutý společnosti AK signal byl prvním systém, který byl – vedle diagnostických úloh – použit pro dálkové ovládání méně důležitých tratí. Vůbec poprvé byl nasazen na trati Karlovy Vary dolní n. – Mariánské Lázně, kde je z dispečerského pracoviště Bečov nad Teplou ovládáno celkem pět dopraven vybavených samovratnými výhybkami. Podobné aplikace byly později zprovozněny např. v úsecích Blatno u Jesenice – Kryry, Kravaře ve Slezsku – Hlučín, Frýdlant nad Ostravicí – Ostravice a Senice na Hané – Kostelec na Hané.
V úseku Blatno u Jesenice – Kryry však byl systém Remote 98 nahrazen jiným zařízením od firmy AŽD Praha v rámci modernizace zabezpečovacího zařízení na celé trati Plzeň seřaďovací nádraží – Žatec západ. V celé 103 km dlouhé trati byla instalována celkem tři elektronická stavědla ESA 11, fyzicky umístěná ve stanicích Kaznějov, Blatno u Jesenice a Podbořany. Z těchto stavědel jsou pak ovládány kromě uvedených stanic i další stanice v okolí, takže celkem je do tohoto systému DOZ zapojeno 13 stanic, řízených dálkově dispečerem z Blatna u Jesenice. Celý systém byl spuštěn 1. června 2006.